# Henri-Claude Fantapié
Pour l’article homonyme, voir Alain Fantapié.
Henri-Claude Fantapié est un chef d’orchestre, pédagogue, compositeur et musicologue français, né le 9 septembre 1938 à Nice.

## Biographie
Il poursuit des études littéraires et musicales à Nice, Monaco et Paris avec Marc-César Scotto, Eugène Bigot et Igor Markevitch (direction), Henri Dutilleux (composition), Jacques Chailley (musicologie).
Lauréat de concours nationaux et internationaux de composition et de direction d’orchestre (Première mention au Concours International de chef d'orchestre de Besançon, 1960). Boursier Lourmarin.
Pédagogue de l’orchestre et de la direction d’orchestre, enseigne et dirige en Europe depuis 1975. Secrétaire général du Syndicat national des chefs d’orchestre (S.N.A.C.O.C.A.M.) de 1964 à 1972 il collabore aux travaux du Secrétariat de la Fédération Nationale du Spectacle. De 1970 à 2000 il participe également aux commissions de programmes des Conservatoires à la Direction de la Musique, au Ministère de la Culture et au sein de la Fédération Française des Écoles de Musique qu’il représente au sein de l’Association Européenne des Écoles de Musique. Il enseigne la direction d'orchestre au sein du Centre Polyphonique de Paris et dans les stages organisés par l'ADIAM d'Île de France et dirige des orchestres de jeunes de l'Europaische Musikschul-Union.
Directeur du Conservatoire agréé de Musique et de Danse de Noisy-le-Sec de 1965 à 2000, il se consacre depuis à la formation de chefs d'orchestre et à ses autres activités musicales et d'écriture.
Il est Chevalier dans l’Ordre du Lion de Finlande. 

## Carrière de chef
- 1959-1963 : Directeur de l’Orchestre de chambre de la Fondation de Monaco
- 1964-1982 : Directeur de l’Orchestre de chambre Les Solistes de Paris
- 1975-     : Directeur de la Jeune Philharmonie de la Seine-Saint-Denis
- 1982-     : Directeur de l’Orchestre de chambre Dionysos

## Concerts
Concerts avec ces orchestres et comme chef invité en Europe, Amérique et Afrique, dans de nombreux festivals (Avignon, Montreux, Saint-Céré, Prades, Europalia Bruxelles, Saint-Denis, Lieksa, etc.) et avec des solistes comme Mstislav Rostropovitch, Paul Tortelier, Henryk Szeryng, Nicanor Zabaleta, Leonid et Pavel Kogan, Maurice André, Mady Mesplé, Anna Maria Bondi, Jacques Manzone, Bernard Soustrot, Marcel Azzola, Damien Nédonchelle, Annie Jodry, Raphaëlle des Graviers, etc. et avec diverses radios (France, Mexico, SDR Stuttgart, Tokyo NHK, Yleisradio Finland, Monte-Carlo, etc.)

## Répertoire
Des années soixante à quatre-vingt, avec l’Orchestre de chambre de la Fondation de Monaco puis les Solistes de Paris, il se consacre principalement à l’interprétation de la musique de la Renaissance et du Baroque italiens et à la musique contemporaine. Il redécouvre en particulier de nombreuses partitions dans les fonds Foà et Giordano de la Bibliothèque Nationale Universitaire de Turin, notamment de Vivaldi et Gasparini, et passe de nombreuses commandes d’œuvres qu’il crée, à Eric Gaudibert, Michel Fusté-Lambezat, Luc-André Marcel, Pierrette Mari, Antoine Tisné, Claude Lenissois. Au moment de la disparition de Heitor Villa Lobos, pour son concert d’hommage à Paris, il crée aussi en France des œuvres de Camargo Guarnieri et Claudio Santoro. Sa rencontre avec Jean Wiener le conduit à donner des concerts et à enregistrer avec lui. 
Ses relations avec le musicologue H. C. Robbins Landon le poussent à se spécialiser dans la restitution de nombreuses œuvres de Haydn  et de Mozart, ainsi qu’à la musique de leurs contemporains français, de Jean-Marie Leclair à François-Joseph Gossec et aux compositeurs de la Révolution française.
Avec la Jeune Philharmonie de la Seine-Saint-Denis et l’Orchestre de chambre Dionysos, outre le grand répertoire pour orchestre, pour chœurs et orchestre et le domaine lyrique, il passe de nombreuses commandes, crée, reprend et enregistre des œuvres de Charles Koechlin, Maurice Jaubert, Jacques Ibert, Jean Wiener, Luis Naón, Vasco Martins, Antoine Tisné, Paavo Heininen, Erkki Salmenhaara (dont il assure la création des Illuminations pour orchestre), Aulis Sallinen, Tapio Tuomela, André Riotte, Horia Surianu, Jean-Jacques Werner, Eleuthère Lovreglio, Armas Launis, Eugène Bigot, John Cohen, etc.
Au cours de ses concerts comme chef invité, il aborde tous les domaines, les répertoires et les époques.

## Discographie
Reconstitution et enregistrement d’œuvres baroques et pré-baroques italiennes (Laudario di Cortona, Aldrovandini, Jacchini, Vivaldi, Gasparini, intégrale des Sinfonia de Scarlatti, Tartini), françaises (Marin Marais, Clérambault, Couperin), allemandes (Schütz, Haydn, Mozart) et anglaises (Dowland, compositeurs élisabéthains) et de musique du XXe siècle. Lauréat de l’Académie du disque français pour l’enregistrement de l’œuvre pour voix et instruments de Villa-Lobos, il passe de nombreuses commandes, crée, reprend et enregistre des œuvres de Charles Koechlin, Maurice Jaubert, Jacques Ibert, Jean Wiener, Luis Naón, Vasco Martins, Antoine Tisné, Paavo Heininen, Erkki Salmenhaara, Aulis Sallinen, Eric Gaudibert, Tapio Tuomela, André Riotte, Horia Surianu, Jean-Jacques Werner, Eleuthère Lovreglio, Armas Launis, Eugène Bigot, etc.) Il est considéré comme un des meilleurs spécialistes de la musique de Joseph Haydn, dont il a enregistré plusieurs œuvres (Stabat Mater, Concertos, Symphonies).
Ces enregistrements sont disponibles aujourd’hui chez Divine Art Record (Haydn et Villa-Lobos) et sur divers sites de téléchargement Internet.

## Articles et ouvrages
Articles, livres, analyses sur la direction d’orchestre et sur les musiques nordiques, finlandaise et estonienne dans des revues (Boréales – Analyse Musicale - ADEFO) et à l’occasion de colloques (Jean Sibelius – Uuno Klami - Armas Launis - Erkki Salmenhaara). Corédacteur du Dictionnaire Larousse de la musique, il a écrit une Histoire de la Musique finlandaise (avec Anja Fantapié : 2 vol. Boréales) et trois livres. 
Producteur à France Musique et France Culture, il a réalisé de nombreuses émissions aux compositeurs et aux musiques des pays du nord de l'Europe..
Principaux ouvrages :
- Le chef d’orchestre, art et technique (2005-9) Éditions de L'Harmattan
- Restituer une œuvre musicale, de l'œuvre imaginée à l'œuvre partagée  (2009) Éditions de L'Harmattan
- 60 ans de vie musicale - de 1945 à nos jours (2016) Éditions de L'Harmattan
- Une histoire de la musique Finlandaise  (2021) Éditions de l'Harmattan

## Compositions
Comme compositeur, il a reçu des commandes du Ministère de la Culture en France, de Radio France (3 Errances pour orchestre d'harmonie créées et enregistrées en 1964 sous la direction de Désiré Dondeyne, du Département de la Seine-Saint-Denis, de festivals en France, en Italie et en Finlande, d’orchestres et de musiciens solistes et de musique de chambre. 
Parmi ses œuvres pour orchestre et concertantes, il faut retenir Tout un monde présent (1980- commande pédagogique, pour violoncelle et orchestre) Kalevan Kaikuja (Échos du Kalevala,) (1982-pour clarinette et cordes, Festival de Lieksa),   Une toute petite mélancolie provisoire du Professeur K. au Professeur K. pour cordes, La plus que triste (valse tristounette) pour cordes, la Passecaille ligure pour orchestre et ...comme un jardin bleu d'amour... pour orchestre (1989). Pour petit ensemble, Nostalgies miroirs, pour 6 instruments, Le tombeau des rêves, pour violoncelle et piano (2009).
Pour chœurs, un Salve Regina (4 voix de femmes ou d’enfants avec orgue-2009), Trois Chansons sur des textes de Jean-Luc Moreau (avec basson et quintette à cordes), une suite de Contes et comptines (textes de J.-L. Moreau et Anja Fantapié, pour soprano, mezzo, chœur d’enfants, cordes et percussions 
En 2004, il collabore à l’écriture de A la vie, à l’amour, opéra déambulatoire donné dans le cadre de "Lille, capitale européenne de la culture 2004", par la compagnie Oposito. En 2009, il écrit une musique pour le film de Jean Vigo à propos de Nice.
Parmi les nombreux arrangements, reconstitutions et orchestrations, outre les œuvres du passé lointain (Suite sur Gervaise, Suite Elisabéthaine, compositeurs de l’époque baroque), il redécouvre les œuvres instrumentales de son grand-oncle César Fantapié (Flora), d’Armas Launis (Berceuse), et il orchestre des œuvres de Jean Wiéner et Marcel Azzola (Jeunesse), de Paavo Heininen (Un sourire, un sphinx) et de Erkki Salmenhaara (Valse lente, du fauteuil roulant).
Son catalogue comprend également de petites pièces pédagogiques (reniées) et des œuvres de Jazz et de "Troisième voie" (comme Aleatorica blues, pour quintette de jazz et orchestre de chambre, Super-positions, pour ensemble de jazz  et orchestre symphonique, commande du Département de la Seine-Saint-Denis et de la Mission Jazz de Bagnolet).

En 2010, il écrit un Stabat Mater pour voix blanches et orgue et en 2011 l'Orquesta Filàrmonica de Cali, sous la direction d'Alberto Guzmàn Naranjo, crée Comme un jardin bleu d'amour, berceuse pour orchestre écrite pour son épouse Anja Fantapié. Cette œuvre est la première d'une trilogie qui comprend également Του Αιγαίου (I-II-III), Ο. Ελύτη ποίημα. ..de la mer Egée, poème en trois parties d'Odysseus Elytis, pour ensemble vocal a capella (2013) et Confluences pour orchestre, sur 3 poèmes de Anja Fantapié (2013). En 2013, il met en musique des poèmes d'Uuno Kailas et Anja Kosonen à l'occasion d'un colloque finno-franco-nissart à Helsinki (décembre 2015), sous le titre de Tres cansoun : Tyhmät ja viisaat - Les sots et les sages - Lu gnaci e lu savi (traductions de Sébastien Cagnoli, Michel Pallanca et Jean-Luc Moreau)